# Die Damen mit den Smaragden
Die Damen mit den Smaragden è un film muto del 1919 diretto da Friedrich Zelnik.

## Produzione
Il film fu prodotto da Friedrich Zelnik per la Berliner Film-Manufaktur GmbH.

## Distribuzione
In Germani, uscì nel 1919.